# Исчезнувшие населённые пункты Тамбовской области
Исчезнувшие населённые пункты Тамбовской области — перечень прекративших существование населённых пунктов на территории Тамбовской области.
В силу разных причин они были покинуты жителями, или включены в состав других населённых пунктов.
Список ранжирован согласно действующему АТД.
Исчерпывающий список населённых пунктов обнародовано в рамках проект «Исчезнувшие сельские поселения Тамбовской области», реализованного АНО «Тамбовское библиотечное общество» в 2017—2021 годах при поддержке Фонда президентских грантов (грант № 17-1-009679).

## Бондарский район
2017 — пос. Ивановский и Никифоровская Шача Митропольского сельсовета.

## Гавриловский район
? — посёлок Озёрки (Булгаковский сельсовет).
2017 — д. Павловка, с. Царёвка Чуповского сельсовета
2018 — Воробьёвка.

## Жердевский район
2017 — д. Серединовка Алексеевского сельсовета, пос. Волна Бурнакского сельсовета, с. Артёмовка Пичаевского сельсовет

## Знаменский район
- 1975 — Сергиевка 2-я.
- 1976 — посёлок Путь крестьянина
- 1978 — Казаковка, Ивановка.

1996 — объединены населенные пункты Покрово-Марфинского сельсовета : а) д. Новоникольское, д. Прудки, п. Тюменевский-2-й в единый пункт с наименованием д. Прудки; б) п. Тюменевский — 1-й, п. Тюменевский, д. Тюменевка в единый пункт с наименованием — д. Тюменевка; в) п. Викентьевский, д. Аносово, д. Булгаково-Дергачевка, в единый пункт с наименованием д. Булгаково-Дергачёвка.
2015 — пос. Степной Лесхоз.
2017 — д. Артемьевка Кузьминского сельсовета, посёлок Никольские Подворки,.
? —  дер. Коноплянка, Ольховка.

## Инжавинский район
2017 — пос. отд. Калугинское Балыклейского сельсовета, д. Булгаковка Землянского сельсовета, д. Толмачёвка Калугинского сельсовета, д. Кареевка 3-я, пос. Ржавец Караваинского сельсовета, д. Мословка Караульского сельсовета, д. Дмитриевка Марьевского сельсовета, ж.-д. станция Земляное Никитинского сельсовет

## Кирсановский район
2017 — пос. Садово-Драгунский Голынщинского сельсовета, пос. Малиновка Калаисского сельсовета, пос. Новая Поляна Ковыльского сельсовета, д. Кудрино, д. Кузнецовка, д. Соловьёвка Соколовского сельсовета

## Мордовский район
2017 — д. Осадовка 2-я, пос. Приют Ивановского сельсовета

## Моршанский район
- 2003 год — железнодорожная станция Хлудово включена в состав посёлка Хлудовский; упразднены посёлки Восход, Заводской, Опорного пункта, Красное Озеро, Покровка[7], Желтуха и Свет[8], Конезавода № 77 — 3-й участок[9].
- 2006 год — деревня Новодубовицкая и посёлок Парские Выселки[10].
- 2015 — д. Надёжка Алгасовского сельсовета[5].
- 2017 — д. Собино Дмитриевского сельсовета, д. Людмилина Ракшинского сельсовета, д. Богородицкая Старотомниковского сельсовета[2]
- 2018 — пос. Малиновка Веселовского сельсовета[3]
- 2023 — деревня Погореловка Екатериновского сельсовета включена в состав деревни Глазовка[11].

## Мучкапский район
- 2001 — пос. Аникино Чащинского сельсовета, дер. Нескучный Карай Сергиевского сельсовета[12]
- 2017 — пос. ЦИК СССР Заполатовского сельсовета, д. Викторовкаа Краснокустовского сельсовета[2]

? посёлок Земетчено

## Никифоровский район
- ? — Березовка, Большие Пырьи, Вельяминовка, Верный Путь, Волчек, Дмитриевка (Сабуро-Покровский с/с), Ежовка, Зелёный Угол, Каверино, Каверинские Выселки, Калининский, Каменка, Киселёвка, Красное Знамя, Малая Андреевка, Малая Сычёвка, Малиновка, Малые Озерки, Марково, Монтвидово, Муратовские Выселки, Новая Андреевка, Новоголицино, Новоиваново, Озерки (дер.), Озерский 1-й, Озерский 2-й, Ольховка, Отруба, Павловка, Петровка, Плоцкий, Поздняковка, Розово, Сибировка, Скобелевка, Смородинка, Таволжанка, Топиловка, Федоровка 1-я, Челнавские Дворики, Шимонино.
- 2017 г. -д. Фёдоровка 2-я Екатерининского сельсовета, д. Лысовка Ярославского сельсовета[2]

## Первомайский район
- 2017 — пос. Иловайский Новосеславинского сельсовета[2]
- 2018 — пос. Моховое Чернышевского сельсовета[3]

## Петровский район
- ? — пос. Коммуна Свет
- 2017 — д. Воронки, д. Хреновка Плавицкого сельсовета, д. Ярковские Выселки Успеновского сельсовета[2]
- 2018 — Посёлок имени Ленина[3]
- 2025-село Савилово

## Пичаевский район
- 2018 — дер. Константиновка Большешереметьевского сельсовета, пос. Первомайский Липовского сельсовета, дер. Родимая Вяжлинского сельсовета[3]

## Рассказовский район
Богоявленка — частично включена в состав деревни Липовка Верхнеспасского сельсовета.
Озёрки — упразднённая в мае 1978 года деревня; являлась административным центром Озёрского сельсовета.
Усть-Кензарь — упразднённая деревня.
Нижнеспасские выселки —  упразднённый в 1975 году посёлок  Входил на год упразднения в состав Нижнеспасского сельского Совета.
1-е Никольское — упразднённая в 1975 году деревня. Вошла в состав села Пичер муниципального образования Пичерский сельсовет.
2-е Никольское — упразднённая в 1975 году деревня. Ныне урочище Второникольское на территории муниципального образования Пичерский сельсовет.

## Ржаксинский район
- 2017 — д. Фёдоровка Золотовского сельсовета, д. Ржаксо-Семёновка Чакинского сельсовета[2]

## Сампурский район
- 1976 — пос. Кензарь (исключён решением исполкома областного Совета от 17 сентября 1976 года № 407)
- ? — дер. Дудовка
- 1986 — Искра (исключён решением Исполкома областного Совета от 20 января 1986 года № 7)

## Сосновский район
- 2017 — пос. Садкино, д. Головкино Верхнеярославского сельсовета, д. Новая Дегтянского сельсовета, дер. Веселкино Дельнодубравского сельсовета, пос. Раменка Отъясского сельсовета[2]

## Староюрьевский район
- Большая Верда, Ивано-Строителево [14], д. Суханово в 7 км от села Ново-Юрьево

## Тамбовский район
- 1985 — дер. Николаевка (Столовский сельсовет)
- 2017 — пос. Троицкий Авдеевского сельсовета, пос. Чичерино Богословского сельсовета, пос. Хомутляй Горельского сельсовета, пос. Госконюшня Донского сельсовета[2]

## Токарёвский район
- 2015 г. Постановлением Тамбовской областной Думы от 22 апреля 2015 года № 1450[15] были объединены фактически слившиеся населённые пункты — село Львово и деревня Петровское
- 2017 — д. Красная Поляна Безукладовского сельсовета, д. Николаевка, пос. Красный Токай Полетаевского сельсовета[2]

## Уваровский район
- 2018 — д. Павловка[16], посёлки Орлянкин, Родничок, Спирин, хутор Солопов[3], д. Новосёлок[17].

## Умётский район
- 1976 — Жулидовка, по решению исполнительного комитета Тамбовского областного Совета депутатов трудящихся от 15 апреля 1976 года № 199[18][19]
- 2017 — пос. Новички, д. Сабуровка Бибиковского сельсовета, д. Бурчаловка Оржевского сельсовета, пос. Баклуша Софьинского сельсовета, д. Григорьевка, с. Сулак, д. Троицкое Сулакского сельсовета[2]